# Conus achatinus
Espèce
Statut de conservation UICN

 LC  : Préoccupation mineure
Conus achatinus est une espèce de mollusques gastéropodes marins de la famille des Conidae.
Comme toutes les espèces du genre Conus, ces escargots sont prédateurs et venimeux. Ils sont capables de « piquer » les humains et doivent donc être manipulés avec précaution, voire pas du tout.

## Description
La taille d'une coquille adulte varie entre 35 et 100 mm. La coquille est bulbeuse, avec une spire légèrement striée et légèrement surélevée, et des épaules arrondies. Le verticille est arrondi avec des côtés convexes, parfois avec des stries granulaires en dessous. La coquille est bleu pâle, marbrée de blanc rosé ou violacé et de brun olivâtre, sous un épiderme brun clair, mince, partout entouré de lignes brunes étroites rapprochées, qui sont généralement brisées en articulations brunes et blanches. .
Les variétés Conus achatinus var. infumata Dautzenberg, 1937 et Conus achatinus var. violacea Barros & C.M.I. Cunha, 1933 sont acceptées sous le nom de Conus achatinus Gmelin, 1791.

## Distribution
Cette espèce est présente dans la mer Rouge et dans l'océan Indien au large du bassin des Mascareignes. Mascarene] ; dans le Pacifique Indo-Ouest ; au large de l'Australie (Territoire du Nord, Queensland, Australie-Occidentale). Elle est variable dans toute son aire de répartition.

### Niveau de risque d’extinction de l’espèce
Selon l'analyse de l'UICN réalisée en 2011 pour la définition du niveau de risque d'extinction, cette espèce est présente dans la région indo-pacifique, allant du Mozambique et de la Tanzanie à l'ouest aux Philippines, aux îles Salomon et à la Nouvelle-Calédonie à l'est. Comme il s'agit d'une espèce très étendue, relativement commune et sans menaces évidentes, elle a été évaluée comme étant de préoccupation mineure.

## Taxonomie

### Publication originale
L'espèce Conus achatinus a été décrite pour la première fois en 1791 par le naturaliste et chimiste allemand Johann Friedrich Gmelin (1748-1804) dans la publication intitulée « Systema Naturae Linneaeus (ed) Ed 13 »,.

### Synonymes
- Chelyconus achatinus (Gmelin, 1791) · non accepté
- Conus (Pionoconus) achatinus Gmelin, 1791 · appellation alternative
- Conus achatinus  var. infumata Dautzenberg, 1937 · non accepté (synonym of Conus achatinus)
- Conus ranunculus Hwass, 1792 · non accepté
- Cucullus ventricosus Röding, 1798 · non accepté (objective junior synonym of Conus..)
- objective junior synonym of Conus achatinus Gmelin, 1791
- Pionoconus achatinus (Gmelin, 1791) · non accepté

### Sous-espèces
- Conus achatinus var. infumata Dautzenberg, 1937, acceptée en tant que Conus achatinus Gmelin, 1791 (synonyme de Conus achatinus)

### Identifiants taxinomiques
Chaque taxon catalogué par les bases de données biologiques et taxonomiques possède un identifiant qui permet d'établir un point de référence. Les identifiants de Conus achatinus dans les principales bases sont les suivants :
AFD : Conus_(Pionoconus)_achatinus - BOLD : 303564 - CoL : 5ZVXS - GBIF : 5728184 - iNaturalist : 431813 - IRMNG : 10988914 - NCBI : 536408 - TAXREF : 94297 - UICN : 192727 - 